# بلدة هوب (مقاطعة باري)
هوب، مقاطعة باري (بالإنجليزية: Hope Township, Barry County, Michigan)‏ هي بلدة تقع بولاية ميشيغان في الولايات المتحدة. تبلغ مساحتها 93.5 (كم²)، وترتفع عن سطح البحر 297 م، بلغ عدد سكانها 3239 نسمة في عام تعداد الولايات المتحدة 2010 حسب إحصاء مكتب تعداد الولايات المتحدة وتصل الكثافة السكانية فيها 38.5 نسمة/كم2.

## أعلام
- ليديا روبرتس

## وصلات خارجية
- www.hopetwp.com
- The US50 - Cities and Towns in Michigan State
- Michigan Cities and Towns, Facts, Map, Flag, Colleges, Government, and More